# الكتيبة (الشرقية)
قرية الكتيبة هي إحدى القرى التابعة لمركز بلبيس في محافظة الشرقية في جمهورية مصر العربية. حسب إحصاءات سنة 2006، بلغ إجمالي السكان في الكتيبة 15553 نسمة، منهم 7953 رجل و7600 امرأة.